# Студенский сельсовет (Пензенская область)
Студенский сельсовет — сельское поселение в Белинском районе Пензенской области Российской Федерации.
Административный центр — село Студенка.

## История
Статус и границы сельского поселения установлены Законом Пензенской области от 2 ноября 2004 года № 690-ЗПО «О границах муниципальных образований Пензенской области».
22 декабря 2010 года в соответствии с Законом Пензенской области № 1992-ЗПО в состав сельсовета включены территории упразднённого Ширяевского сельсовета.

## Население
| 2002  | 2010  | 2012  | 2013  | 2014  | 2015  | 2016  |
| ----- | ----- | ----- | ----- | ----- | ----- | ----- |
| 1317  | ↘1148 | ↗1690 | ↘1642 | ↘1585 | ↘1562 | ↘1514 |
| 2017  | 2018  | 2021  |       |       |       |       |
| ↘1480 | ↘1445 | ↗1460 |       |       |       |       |

## Состав сельского поселения
| №  | Населённый пункт | Тип населённого пункта       | Население |
| -- | ---------------- | ---------------------------- | --------- |
| 1  | Долгая Вершина   | село                         | ↘2        |
| 2  | Ершово           | село                         | ↘123      |
| 3  | Марьевка         | село                         | ↘51       |
| 4  | Никульевка       | село                         | ↘15       |
| 5  | Октябрьский      | посёлок                      | ↘105      |
| 6  | Похвистнево      | село                         | ↘27       |
| 7  | Сентяпино        | село                         | ↘218      |
| 8  | Студенка         | село, административный центр | ↘741      |
| 9  | Черногай         | село                         | ↘82       |
| 10 | Ширяево          | село                         | ↘391      |

### Упразднённые населённые пункты
10 октября 2011 года в соответствии с Законом Пензенской области № 2128-ЗПО из учетных данных административно-территориального устройства Пензенской области исключена деревня Александровка, как фактически прекратившая существование.